# Wiz Khalifa
Cameron Jibril Thomaz, mais conhecido como Wiz Khalifa (Minot, 8 de setembro de 1987), é um rapper, cantor, compositor e ator norte-americano. Em 2006, Khalifa lançou seu álbum de estreia, Show and Prove, em 2007 assinou pela Warner Bros Records Sua canção Say Yeah ficou bem colocada nas paradas musicais de 2008, como na Rhythmic Top 40 e na Billboard Rap Songs, recebendo airplay nas rádios. Na Warner, Wiz realizou seu segundo álbum de estúdio, Deal or No Deal no final de 2009, mais especificamente em Novembro. Entre estes períodos ele realizou várias mixtapes. Em 2010 ele entrou na Atlantic, para realizar seu terceiro álbum de estúdio e o primeiro majorado por um selo; intitulado Rolling Papers, que conta com participações de Curren$y e Chevy Woods no single Black and Yellow, que chegou ao primeiro lugar no Billboard Hot 100 e fez o rapper ficar conhecido em todo o mundo  

## Biografia

### Inicio da Vida e Carreira
Wiz Khalifa nasceu em 8 de setembro de 1987, em Minot, Dakota do Norte, Estados Unidos. Seus pais serviram nas forças armadas e se divorciaram quando ele tinha cerca de três anos de idade. O serviço militar levou-o a mover-se sobre uma base regular. Khalifa viveu na Alemanha, Reino Unido e Japão antes de se instalar em Pittsburgh, Pensilvânia, Estados Unidos, onde ele participou da escola Taylor Allderdice, de onde também saiu o artista Mac Miller. Seu nome artístico é derivado de Khalifa, uma palavra árabe que significa "Sucessor", e Wiz é uma abreviação de Wisdom, que significa "Sabedoria" em inglês, e que foi encurtado para Wiz Khalifa quando tinha quinze anos. Khalifa declarou a Spinner.com que o nome também veio a ser chamado de "Wiz Jovem" 'porque eu era bom em tudo que fazia.' Em 21 de Fevereiro de 2013 nasce seu filho chamado Sebastian Taylor Thomaz, apelidado pelo pai de "The Bash".

### 2004-2009:Primeiros Mixtapes
Em 2004, ao participar de uma mixtape com novos artistas de Pittsburgh, Wiz Khalifa chamou a atenção do presidente da Rostrum Records e aos 16 anos começou um processo de desenvolvimento na gravadora. Em 2005 lançou sua primeira mixtape Prince of the City: Welcome to Pistolvania. No ano seguinte lançou seu primeiro álbum independente "Show and Prove" e também foi declarado pela revista Rolling Stone, um "Artista para assistir". Em 2007 assinou contrato com a Warner Bros e lançou outras mixtapes. O single "Say Yeah", o primeiro pela Warner, deu reconhecimento ao rapper, e logo em seguida começou a se apresentar com vários artistas de maior sucesso. Em 2009 lançou outras mixtapes, incluindo "How Fly" junto com o também rapper Curren$y. Também lançou no mesmo ano o segundo álbum independente "Deal or No Deal", que apareceu na parada de álbuns da Billboard R&B/Hip-Hop Albums.

### 2010-2011:Contrato com a Atlantic e Rolling Papers
Khalifa, nesse período, também se apresentou em vários festivais como o CMJ Music Marathon e o South by Southwest Music Festival.
No ano de 2010 a mixtape lançada pelo rapper "Kush & Orange Juice", foi número um no trending topics.
Construindo uma carreira de sucesso, Khalifa continuou se apresentando com veteranos do rap, e posteriormente, depois de assinar contrato com a Atlantic Records, lançou o single "Black and Yellow", produzido pela renomada produtora Stargate. O single se tornou um sucesso, alcançando ótimas posições nas paradas musicais de todo o mundo. Em março de 2011, Wiz Khalifa lançou seu primeiro álbum de estúdio, "Rolling Papers", que chegou ao segundo lugar no Billboard 200, conseguindo disco de ouro nos Estados Unidos.

### 2012-Presente: O.N.I.F.C e Blacc Hollywood
Em 11 de Abril de 2012, Khalifa anunciou que lançaria seu segundo álbum de estúdio pela Atlantic Records intitulado Only Nigga in First Class, mas que será abreviado como O.N.I.F.C. para a liberação de mercados tradicionais.  O.N.I.F.C estreou no número dois da Billboard Hot 100 com 131.000 cópias vendidas na primeira semana de vendas. O álbum gerou dois singles "Work Hard, Play Hard" e "Remember You", ambos recebendo boa aclamação comercial.
Em 24 de junho de 2013, Wiz Khalifa anunciou que seu terceiro grande álbum de estúdio etiqueta seria intitulado Blacc Hollywood e seria com colaborações de Miley Cyrus e Juicy J. Em 25 de maio de 2014 o rapper lançou sua décima segunda mixtape intitulado "28 Grams" , um dia depois de sair da prisão por posse de maconha. Em 30 de junho,Wiz Khalifa postou em sua conta oficial no Instagram a imagem da capa e data de lançamento de Blacc Hollywood. O álbum estava previsto para ser lançado em 19 de agosto de 2014. Em agosto de 2014 em entrevista a USA Today , o rapper disse que o álbum é o seu melhor trabalho até então.
O primeiro Single We Dem Boyz teve um enorme sucesso e foi nomeado por [[Melhor Canção de Rap no Grammy Awards.O álbum estreou no número um na Billboard 200, tendo vendido 90.453 cópias na primeira semana nos Estados Unidos. Em sua segunda semana, o álbum caiu para o número seis na parada, vendendo 30.000 cópias, elevando seu total de vendas de álbuns para 121 mil cópias. No Canadá, o álbum estreou no número um na Canadian Albums Chart , vendendo 5.300 cópias.
Khalifa chegou novamente ao número um da Billboard Hot 100 pela canção "See You Again" com Charlie Puth, parte da trilha sonora do filme Fast and Furious 7. No dia 11 de julho de 2017, o sing alcançou um marco histórico, se tornando o clip mais visto de todos os tempos  na plataforma de vídeos online youtube, deixando para trás "Gangnam Style" do sul-coreano Psy.

## Discografia

### Álbuns de Estúdio
- Show And Prove (2006)
- Deal Or No Deal (2009)
- Rolling Papers (2011)
- O.N.I.F.C.(2012)
- Blacc Hollywood (2014)
- Khalifa (2016)
- Rolling Papers II (2018)

### Mixtapes
- Price Of The City - Welcome To Pistolvania (2005)
- Price Of The City 2 (2007)
- Grow Season (2007)
- Star Power (2008)
- How Fly (com Curren$y) (2009)
- Flight School (2009)
- Burn After Rolling (2010)
- Kush & OJ (2010)
- Cabin Fever (2011)
- Taylor Allderdice (2012)
- Cabin Fever 2 (2012)
- Cabin Fever 2 (No Dj) (2012)
- 28 Grams (2014)
- 28 Grams (No Dj) (2014)
- Cabin Fever 3 (2015)
- Laugh Now Fly Later (2017)
- 2009 (2019)

### EPs
- Talk About It In The Morning (com Ty Dolla $ign) (2015)
- Pre-Rolleds (2017)
- Kush & OJ: 7 Year Anniversary (2017)
- Bong Rips (2017)

### Álbuns em Colaboração
- Mac & Devin Go to High School (com Snoop Dogg) (2011)

## Filmografia

### Cinema
| Ano  | Título                            | Personagem       | Notas         |
| ---- | --------------------------------- | ---------------- | ------------- |
| 2012 | Gang of Roses II: Next Generation | Timmy            | Não creditado |
| 2012 | Mac & Devin Go to High School     | Devin Overstreet |               |
| 2018 | The After Party                   | Ele mesmo        |               |

### Televisão
| Ano  | Título          | Personagem | Notas                             |
| ---- | --------------- | ---------- | --------------------------------- |
| 2016 | BoJack Horseman | Ele mesmo  | Episódio: "That's Too Much, Man!" |
| 2016 | American Dad!   | Mateo      | Episódio: "Bahama Mama"           |
| 2019 | Dickinson       | Morte      | 3 episódios                       |
| 2020 | Duncanville     | Sr. Mitch  | 9 episódios                       |

## Prêmios e Nomeações
| Ano  | Prêmio                  | Categoria                                            | Indicação                                        | Resultado |
| ---- | ----------------------- | ---------------------------------------------------- | ------------------------------------------------ | --------- |
| 2011 | BET Awards              | Artista Revelação                                    | Wiz Khalifa                                      | Venceu    |
| 2011 | MTV Video Music Awards  | Artista Revelação                                    | Wiz Khalifa                                      | Indicado  |
| 2011 | MOBO Awards             | Artista Internacional                                | Wiz Khalifa                                      | Indicado  |
| 2011 | BET Hip Hop Awards      | Recruta do Ano                                       | Wiz Khalifa                                      | Venceu    |
| 2011 | BET Hip Hop Awards      | Canção do Ano                                        | "Black and Yellow"                               | Venceu    |
| 2011 | BET Hip Hop Awards      | Sweet 16: Melhor Participação                        | "Bright Lights Bigger City"                      | Indicado  |
| 2011 | BET Hip Hop Awards      | Sweet 16: Melhor Participação                        | "Till I'm Gone"                                  | Indicado  |
| 2011 | BET Hip Hop Awards      | Melhor Club Banger                                   | "Black and Yellow"                               | Indicado  |
| 2011 | BET Hip Hop Awards      | Prêmio Verizon People's Champ (Escolha da Audiência) | Black and Yellow                                 | Indicado  |
| 2011 | BET Hip Hop Awards      | Prêmio Made-You-Look (Melhor Hip-Hop Style)          | Wiz Khalifa                                      | Indicado  |
| 2011 | BET Hip Hop Awards      | CD do Ano                                            | Rolling Pappers                                  | Indicado  |
| 2011 | BET Hip Hop Awards      | MVP do Ano                                           | Wiz Khalifa                                      | Indicado  |
| 2011 | MTV Europe Music Awards | Artista Revelação                                    | Wiz Khalifa                                      | Indicado  |
| 2011 | MTV Europe Music Awards | Melhor Artista Push                                  | Wiz Khalifa                                      | Indicado  |
| 2011 | American Music Awards   | Artista Revelação                                    | Wiz Khalifa                                      | Indicado  |
| 2011 | MP3 Music Awards        | Prêmio The HRR Hip Hop / R&B / Rap                   | "Black and Yellow"                               | Indicado  |
| 2012 | Grammy Awards           | Melhor Canção de Rap                                 | "Black and Yellow"                               | Indicado  |
| 2012 | Grammy Awards           | Melhor Performance de Rap                            | "Black and Yellow"                               | Indicado  |
| 2012 | Billboard Music Awards  | Artista Revelação                                    | Wiz Khalifa                                      | Venceu    |
| 2013 | Grammy Awards           | Best Pop Duo/Group Performance                       | Payphone (Com Maroon 5)                          | Indicado  |
| 2013 | Grammy Awards           | Best Rap Song                                        | Young Wild And Free (Com Snoop Dogg e Bruno Mars | Indicado  |
| 2015 | Grammy Awards           | Best Rap Album                                       | Blacc Hollywood                                  | Indicado  |
| 2015 | Grammy Awards           | Best Rap Song                                        | We Dem Boyz                                      | Indicado  |